# Gułszaharat Tałasowa
Gułszaharat Rustemkyzy Tałasowa (kaz. Гулшаһарат Рустемқызы Таласова ;ur. 26 marca 1991) – kazachska zapaśniczka walcząca w stylu wolnym. Zajęła 23. miejsce na mistrzostwach świata w 2017. Piąta na mistrzostwach Azji na 2017. Dziewiąta w Pucharze Świata w 2013. Trzynasta na Uniwersjadzie w 2013, jako zawodniczka South Kazakhstan Technology University w Szymkencie.